# Evangelisch-lutherische Kirche (Ichenhausen)

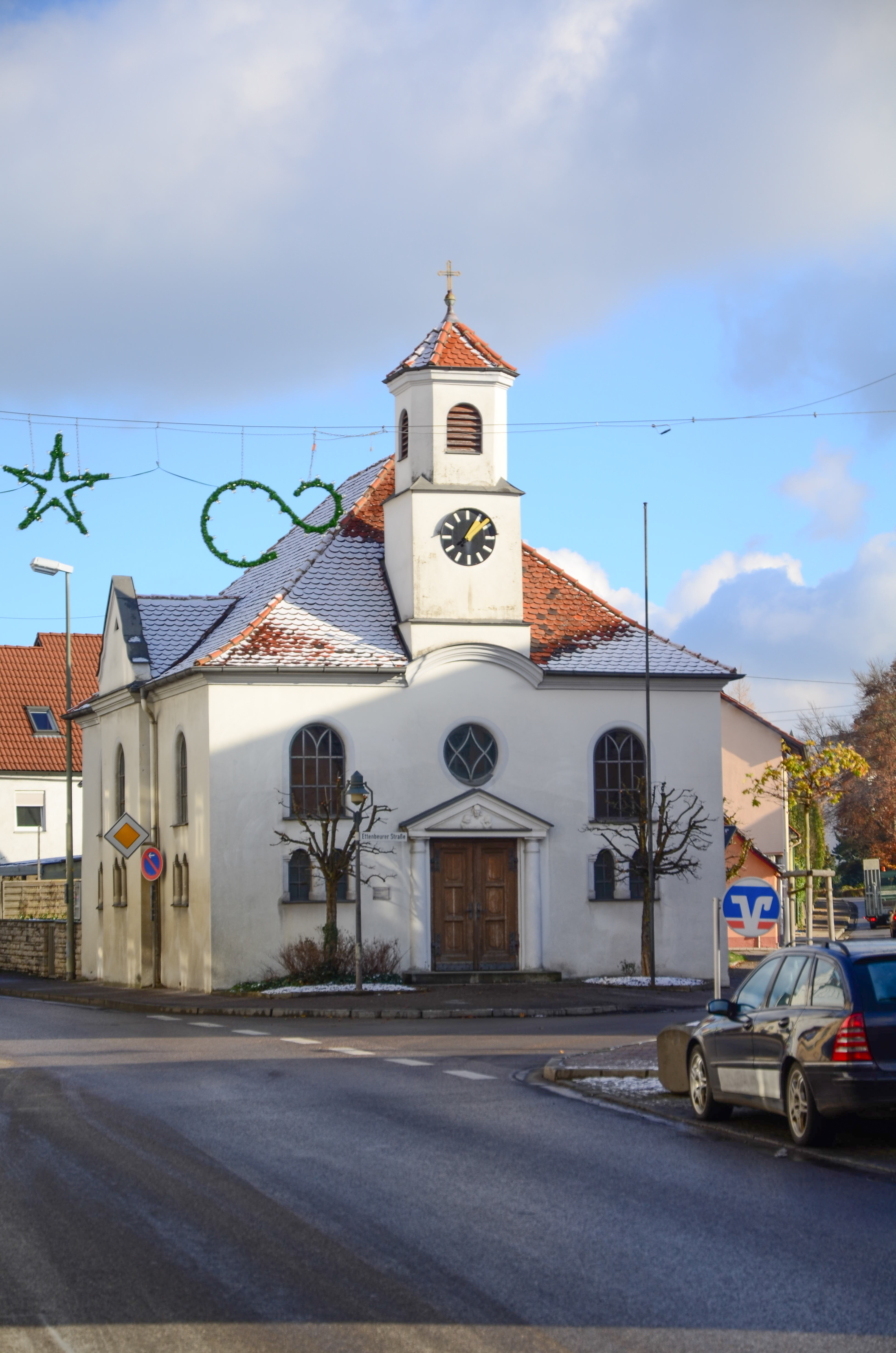
Evangelisch-lutherische Kirche in Ichenhausen

Die Evangelisch-lutherische Pfarrkirche in Ichenhausen, einer Stadt im schwäbischen Landkreis Günzburg in Bayern, entstand 1920/21 durch den Umbau eines Wohnhauses. Die evangelisch-lutherische Pfarrkirche an der Günzburger Straße 40, an der Ecke zur Ettenbeurer Straße, ist ein geschütztes Baudenkmal.
Der Walmdachbau mit Zwerchgiebel und Dachreiter wurde 1920 von einer jüdischen Familie (siehe auch Jüdische Gemeinde Ichenhausen) gekauft und danach umgebaut.
Es entstand ein Raum mit einem fast quadratischen Grundriss, der von einer Stichkappentonne überwölbt wird. Im Osten schließt sich ein eingezogener Chor an. Die Westseite besitzt eine Empore. Die unteren Fenster sind als Biforien gestaltet und der obere Bereich besitzt große Rundbogenfenster.
Das Gestühl aus Fichte wird von Jugendstilornamenten geschmückt.